# Малинская, Веселинка
Веселинка Георгиева Малинская (сербохорв. Веселинка Малинска / Veselika Malinska, макед. Веселинка Георгиева Малинска; 4 января 1917, Куманово — 12 ноября 1987, Скопье) — югославская женщина-политик, участница Народно-освободительной войны Югославии.

## Биография
Родилась 4 января 1917 года в Куманово. Окончила начальную школу в родном селе и коммерческую школу в Скопье, затем училась на экономическом факультете университетов Белграда и Загреба. В рабочем движении со школьных лет, секретарь ячейки Союза коммунистической молодёжи Югославии в средней школе Скопье (с 1934 года). Член коммунистической партии с 1936 года. С 1940 года секретарь Белградского местного комитета Народной помощи.
На фронте Народно-освободительной войны с 1941 года: начало Апрельской войны застала в Белграде, в первые месяцы оккупации работала курьером Центрального комитета Коммунистической партии Югославии и Сербского краевого комитета при КПЮ. В сентябре 1941 года вместе с Яшей Райтером и Даворянкой Паунович перебралась на освобождённую партизанами территорию Западной Сербии и вступила в охрану генерального секретаря КПЮ и Верховного главнокомандующего Народно-освободительных партизанских отрядов Югославии Иосипа Броза Тито.
В мае 1942 года Веселинка по заданию партии отправилась в Македонию, где начала свою партийную деятельность: она была секретарём Скопьевского местного комитета, затем руководителем отделения агитпропа при Главном штабе НОА и ПО Македонии. С марта 1943 года после основания компартии Македонии являлась членом первого ЦК. Участница Первого заседания Антифашистского собрания по народному освобождению Македонии, состоявшегося 2 августа 1944 года в монастыре святого Прохора Пчиньского.
После завершения войны Веселинка занимала разные должности в управлении Социалистической Республики Македонии: в ЦК Компартии Македонии, в бюро Скопьевского горкома коммунистической партии Македонии. Главный редактор журнала «Новая Македония» и директор Скопьевского радио, заместитель председателя Главного комитета Социалистического союза трудового народа Македонии, член Исполнительного вече Социалистической Республики Македонии. Депутат Собрания СР Македонии и Союзной скупщины СФРЮ. Избиралась членом ЦК Союза коммунистов Македонии и членом постоянной конференции Союза коммунистов Македонии, член Президиума ЦК Союза коммунистов Македонии и председатель комиссии ЦК Союза коммунистов Македонии по политике и культуре.
Дважды была замужем. Первый супруг — Добривое «Боби» Радосавлевич, с которым познакомилась в 1942 году, инструктор ЦК КПЮ в Македонии, партийный функционер СКЮ и СФРЮ. Второй — Димитр Киостаров, актёр болгарского происхождения. Дети — сыновья Стефан и Иван, дочь Лина.
Скончалась 12 ноября 1987 года в Скопье. Награждена Партизанским памятным знаком 1941 года и рядом других югославских наград, в том числе орденом «За заслуги перед народом» с золотым венком.